# Spidshunde
Spidshunde er betegnelsen på en gruppe hunderacer, hvis morfologi og anatomi har en række fælles træk. Det mest iøjnefaldende er det kileformede hoved, som har en forholdsvis bred skalle med stående spidse ører og et spidst snudeparti. Spidshundene tilhører FCIs gruppe 5 og er inddelt i 8 sektioner.
Størrelsen af hunde varierer meget inden for gruppen, fra den lille tyske spids Pomeranian der vejer omkring 2-3,5 kg, til den store og stærke polar hund alaskan malamute der kan veje op til 45-50 kg.

## Oprindelse
Spidshundene har traditionelt været anset for at være blandt de ældste hunderacer i verden, og mange har hævdet, at mange af nutidens spidshunderacer direkte nedstammer fra de såkaldte torvhunde. Moderne forskning har imidlertid afdækket at dette ikke kan være tilfældet for mange af dem, selv om den type må siges at være meget gamle.
De fleste kynologer og forskere tror, at spidshundene, som gruppe er den ældste af alle hundegrupper, hvis man ser bort fra dingo og de ældste pariahhundene, men hvor gammel denne gruppe er, er det svært at sige med sikkerhed. Vi ved dog, at de arktiske hunde begyndte at migrere til nye områder i Europa, Asien, Oceanien, Nordamerika og i mindre grad, dele af Afrika for omkring 3 000-5 000 år siden eller mere.
Ny forskning har også afsløret, at dingoen med relativ stor sandsynlighed kom til Australien for omkring 5000 år siden. Meget tyder på, at den var dengang en tamhund af sydasiatisk oprindelse. Det må således have udviklet sig til dingo på et senere tidspunkt, noget der er støttet af arkæologiske fund. De tidligste beviser, man har for dingoer i Australien er nemlig omkring 3 500 år gammel (Savolainen m.fl., 2004). Der findes imidlertid også dingoer i de sydøstlige dele af det asiatiske kontinent, hvor det er gjort arkæologiske opdagelser af dingo, som er betydeligt ældre.
Den ældste stammer fra Vietnam og er omkring 5.500 år gammel. I Mellemøsten, er der desuden gjorde en række fund af dingolignende hunde, der er mellem 9000 og 12 000 år gamle, men man har ikke været i stand til at fastslå, at det drejer sig virkelige dingoer. Det er således uklart, om tamhunden eller dingo opstod først. I Australien blev tamhunden til dingo. Man ved også, at hvis man tillader hunde frit formerer sig, så tyder meget i dag, på at de vil ende med at blive mellemstore dingolignende hunde, ofte kaldet pariahhunde.
Mange af spidshunderacerne har træk som minder om ulve, dingoer og såkaldte pariahhunde, og flere af racerne er sandsynligvis opstået fra den sidstnævnte gruppe. Nogle har også klare lighedspunkter med mynder, men det er også uvist om spidshundene nedstammer fra mynder eller omvendt. Sidstnævnte er måske mest sandsynlige.
Mange af nutidens racer bliver holdt for at være meget gamle, men ny forskning har afdækket at dette i mange tilfælde nok må revurderes Fremtiden kan være i stand til at fortælle os mere om oprindelse og alder af nogle af disse racer, da forskningen hele tiden finder nye løsninger for at afdække ukendte faktorer.

## Inddeling af spidshunde
Spidshundene bliver i FCI-systemet er klassificeret som sin egen gruppe (gruppe 5). Denne gruppe er opdelt i otte sektioner. Uden for FCI systemet bliver de tre sektioner af såkaldte primitive hunderacer generelt klassificeres i en fælles gruppe af mynder og støvere - ofte kaldet hounds i et fællesbegreb (oversættes som jagende hunde). Nogle klassificerer imidlertid også i en gruppe kaldet sighthounds og pariahs. Polarhunde klassificeres ofte i en separat gruppe kaldet enten working dogs (arbejdshunde) eller northern breeds (nordlige racer).

### Sektion 1: Nordiske slædehunderacer
Hunde der bruges til kørsel med hundeslæde i polare områder, fortrinsvis i forbindelse med fiskeri, fangst og jagt. De er store og kompakte hunde, som har en ualmindelig tyk og modstandsdygtig pels og derfor tåler stærk kulde, mens de let får problemer i varmen.
Disse racer kaldes også polarhunde og slædehund.
1. Grønland
- Grønlandshund

2. Rusland
- Samojedhund (samoiedskaïa sabaka)

3. USA
- Alaskan malamute
- Amerikansk eskimohund
- Chinook
- Siberian Husky

Racer med varierende anerkendelse
- Alaska husky (Alaska, ikke anerkendt)
- Kanadisk eskimohund
- Mackenzie River husky (Alaska, ikke anerkendt)
- Tamaskan (Finland, ikke anerkendt)

### Sektion 2: Nordiske jagthunderacer
Disse hunde kaldes også gøende hunde og forbindes gerne med storvildtjagt. De fleste racer i denne sektion er middelstore. Pelsen ligner meget polarhundenes pels, men bliver ikke lige så tæt. De tåler derfor ofte noget mere varme end polarhundene.
1. Norge
- Norsk elghund grå
- Norsk elghund sort
- Norsk lundehund

2. Rusland
- Karelsk-finsk laika (ikke anerkendt)
- Russisk-europeisk laika (russko-evropeïskaïa laïka)
- Vestsibirsk laika (zapadno-sibirskaïa laïka)
- Østsibirsk laika (vostotchno-sibirskaïa laïka)

3. Sverige
- Jämthund
- Norrbottenspids
- Hälleforshund (anerkendt af NKU)
- Svensk hvit elghund (anerkendt af NKU)

4. Finland
- Finsk Spids (suomenpystykorva)
- Karelsk bjørnehund (karjalankarhukoira)

### Sektion 3: Nordiske gård- og hyrdehunderacer
Dette er hunde som traditionelt har haft opgaver som vagt- og hyrdehunde rundt om på gårdene. De er ofte mindre end jagthundene der blev omtalt før. Pelsen ligner jagthundenes.
1. Island
- Islandsk fårehund (islenskur fjárhundur)

2. Norge
- Norsk buhund

3. Sverige
- Svensk lapphund
- Västgötaspids

4. Finland
- Finsk lapphund (suomenlapinkoira)
- Lapsk vallhund (lapinporokoïra)

### Sektion 4: Europæiske spidshunderacer
Mange mener at hundene i denne sektion nedstammer fra spidshunde som levede i stenalderen og neolitiske spidshunde som engang levede i nær tilknytning til havet. De kaldes gerne spets som en fællesbetegnelse og omfatter racer som tysk spets og volpino Italiano. De har en mere busket pels at se på end ovenstående typer.
1. Tyskland
- Tysk spids
  - Keeshond (Wolfspitz)
  - Grosspitz
  - Mittelspitz
  - Kleinspitz
  - Pomeranian (Zwergspitz)

2. Italien
- Volpino italiano

Racer med varierende anerkendelse
- Dansk spids (Danmark, ikke anerkendt)

### Sektion 5: Asiatiske spidshunderacer og beslægtede racer
Disse hunde varierer i størrelse fra 6 til over 50 kg. Fællesnævneren er at de alle regnes for at være opstået i Asien. Nogle af dem har polare træk, mens andre har mere tilfælles med de europæiske spidshunde. Også pelsen varierer.
1. Kina
- Chow Chow
- Shar Pei

2. Tyskland
- Eurasier

3. Korea
- Koreansk chejudo (Sydkorea, ikke anerkendt))
- Koreansk jindo (Sydkorea)
- Koreansk hund (hele Korea, ikke anerkendt)
- Miryanghund (Sydkorea)
- Pungsanhund (Nordkorea, ikke anerkendt)

4. Japan
- Akita
- Hokkaido
- Japansk spidshund (nihon supittsu)
- Kaï
- Kishu
- Ryukyu hund
- Shiba
- Shikoku

5. Thailand
- Thai Bangkaew hund (FCI/midlertidigt anerkendt)

### Sektion 6: Primitive racer
Med primitive racer mener man racer som kan føre deres blodslinjer specielt langt tilbage i tiden. Disse hunde har stor forskel i udseende, som spænder fra racer som ikke har pels til de som har kort til middellang pels. De er uden tvivl spidshunde, men flere af racerne kan også have et fælles ophav med mynderne. Dette kommer klart til udtryk gennem både evnen til at jagte med synet og at løbe (stærkt). Traditionelt er dette imidlertid hunde som bruger både syn, lugt og hørelse lige aktivt når de jagter. Nogen af disse racer bliver ikke regnet som spidshunde af kennelklubber udenfor FCI-systemet.
1. Israel
- Canaanhund

2. Malta
- Faraohund

3. Mexico
- Mexicansk hårløs hund (xoloitzquintle)

4. Peru
- Peruviansk hårløs (perro sin pelo del Perú)

5. Central-Afrika
- Basenji

Racer med varierende anerkendelse
- Boliviansk hårløs (Bolivia, ikke anerkendt)
- Ecuadoriansk hårløs (Ecuador, ikke anerkendt)
- Peruviansk inkahund (anerkendt som peruviansk hårløs, men regnes som en egen variant af mange)

### Sektion 7: Primitive jagthunderacer
Disse hunde er i højere grad jagthunde end de ovennævnte racer. Også disse bruger både syn, lugt og hørelse lige aktivt når de jagter. Et fælles ophav med mynderne er derfor sandsynlig, også anatomisk set. Fællesnævneren er et spidst ansigt med stående spidse ører, men hovedskallen er slankere end hos typiske spidshunderacer. Pelsen spænder fra korthårede til stridhårede varianter, og nogle af racerne kan også have flere størrelsesvarianter. Et eksempel er podengo portugues, som findes i 3 størrelsesvarianter som hver har 2 pelsvarianter. Disse racer bliver ikke regnet som spidshunde af kennelklubber udenfor FCI-systemet.
1. Spanien
- Podenco canario
- Podenco ibicenco

2. Italien
- Etnahund (cirneco dell'etna)

3. Portugal
- Podengo portugues

4. Taiwan
- Taiwanhund (midlertidigt anerkendt af FCI)

Racer med varierende anerkendelse
- Africanis (Sydafrika, anerkendt lokalt)
- Aso (Filippinerne, ikke anerkendt)
- Boranhund (Sydøstasien, fællesbetegnelse)
  - Phu Quoc hund (ikke anerkendt)
  - Siamesisk hårløs (ikke anerkendt)
  - Thaihund (ikke anerkendt)
- Borneohund (Borneo i Indonesien, ikke anerkendt)
- Carolinahund (USA, ikke anerkendt)
- Charniguehund (Frankrig, ikke anerkendt)
- Kintamanihund (Bali i Indonesia, anerkendt lokalt)
- Kretahund (Kreta, anerkendt lokalt)
- Lampedusahund (Italien, ikke anerkendt)
- Podenco andaluz (anerkendt lokalt)
- Podenco galego (anerkendt lokalt)
- Podenco malagueño (ikke anerkendt)
- Telomaihund (Malaysia, ikke anerkendt)

### Sektion 8: Primitive jagthunderacer m/ridge back
Denne sektion indeholder kun en race, nemlig thai ridgeback. Den kommer som navnet siger fra Thailand. Dette er en stor hunderace som kan blive ca. 30 kg. Det mest karakteristiske er nok pelsen på ryggen, idet den vokser fremover. Deraf navnet ridgeback. Også dette er en jagthunderace. Pelsen er kort og glat.
1. Thailand
- Thai ridgeback